# The Fivepipes
The Fivepipes waren in den 1980er und 1990er Jahren ein  deutsches Vokalensemble. Zu ihrem Repertoire gehörten Jazzstandards und Vokalimprovisationen.

## Werdegang
The Fivepipes gründeten sich 1985 in Köln als A cappella Vokal-Quintett. Noch im Gründungsjahr erfolgte die Erweiterung durch eine vierköpfige Band und die Umformierung zum Close-Harmony-Quartett. Oliver Heuss verließ das Ensemble 1986, weil er als Keyboarder mit Trio Rio den Hit New York, Rio, Tokio landete. Die Besetzung der Fivepipes bestand aus Birgitta Niesemann, Sopran; Susanne Schneider, Alt; Rainer Stemmermann, Tenor; Werner Brücker, Bass; Reinhard Schaub, Keyboards; Ralph Herrnkind, Gitarre; Emanuel Stanley, Bass und Peter Weiner, Schlagzeug. Nach dem Ausscheiden von Birgitta Niesemann im Jahr 1993 ergänzten verschiedene Sopranistinnen das Gesangsquartett bis zur endgültigen Trennung im Jahr 1996.

## Wirken
Das Repertoire der Fivepipes umfasste hauptsächlich populäre Titel des Mainstream-Jazz im Stile Count Basies oder Duke Ellingtons und reichte über etwas rockigere Stücke der Manhattan Transfer bis hin zu Vokalkonzeptionen im Sinne von Bobby McFerrins Vocal Summit.
Presse und Fachpresse lobten insbesondere die überraschenden Arrangements und abwechslungsreichen Darbietungen der Fivepipes, die durch Einbeziehung von Vocalese und Scatgesangelementen sowie durch A-cappella-Vorträge immer wieder neue Impulse setzten.
Schon bei ihren ersten Auftritten konnten die Fivepipes das Publikum von ihrem Können und ihrem eigenwilligen Stil überzeugen: „Rhythmisch-harmonische Präzision im Zusammenhang mit der Band, und brillante Soloausflüge in humorvoller Verpackung elektrisierten das Publikum vom ersten Stück an“, schrieb die Westdeutsche Allgemeine Zeitung nach einem der ersten Konzerte im Oktober 1986. Fortan tourte das Ensemble durch die Bundesrepublik, spielte in fast allen bekannten deutschen Jazzclubs und nahm an diversen nationalen und internationalen Festivals teil. Bereits 1986 konnten die Fivepipes ihren ersten Fernsehauftritt unter der Moderation von Glen Buschmann verbuchen.
Im Folgejahr wurden sie zur Mitwirkung beim Showprogramm WDR Sprungbrett sowie zu weiteren Fernsehauftritten beim WDR Köln, SWF Baden-Baden und Mainz eingeladen. 1988 nahmen sie am internationalen Festival s´Hertogenbosch in den Niederlanden teil und produzierten ihre Debüt-CD Pipelines.

## Produktionen
Ab 1989 folgten etliche Big-Band-Produktionen:
- 1989 WDR Big-Band-Produktion unter der Leitung von Jerry van Rooyen
- 1989 WDR-Produktion Billie sings the Blues mit Big Band und Orchester; Gast neben den Fivepipes waren u. a. die Sängerin Marjorie Barnes sowie der amerikanische Jazz-Schlagzeuger Mel Lewis.
- 1990 WDR Big-Band-Produktion mit deutschen Klassikern der 1940er und 1950er Jahre.
- 1991 Rundfunk-Produktion mit dem niederländischen Metropole Orkest unter der Leitung von Rob Pronk.
- 1991 Auftritt mit der Erwin Lehn Big Band auf der Internationalen Funkausstellung Berlin.
- 1992 Fernseh-/ Rundfunkproduktion mit der SDR Big Band anlässlich des 40-jährigen Bühnenjubiläums des Big-Band-Leiters Erwin Lehn mit Caterina Valente, Roberto Blanco, Horst Jankowski, Max Greger u. a.
- 1993 Rundfunk-Live-Produktion Fascinating Rhythm mit der WDR Big Band aus der Philharmonie in Köln. Gäste neben den Fivepipes waren Humphrey Campbell, Sabine Hettlich und Ines Reiger.
- 1996 trennten sich die Fivepipes.